# Zapovednik
Zapovednik (rusko заповедник, заповедники, latinizirano: svet, prepovedan za vznemirjanje, zavezan [varovati], zavezan [dediščini]; ukrajinsko заповідник, latinizirano: zapovidnik) je uveljavljen izraz na ozemlju nekdanje Sovjetske zveze za zavarovano območje, ki je »večno divje«. Gre za najvišjo stopnjo varovanja okolja za dodeljena območja, ki so strogo varovana in dostop javnosti omejen.

## Pregled
Dobesedni prevod zapovednik bi bil »naravno svetišče«; v praksi pa so zapovediki včasih povezani z varstvom stvari, ki niso narava in lahko vključujejo zgodovinsko-kulturno, zgodovinsko-arheološko in druge vrste kulturne ali naravne dediščine. Delujejo tudi kot pomembna mesta za zgodovinske raziskave in izobraževanje, zato so primerljiva z območji posebnega znanstvenega interesa, ki jih najdemo tudi drugje po svetu.
Izraz zapovednik, ki se nanaša na rezervat, osebje in infrastrukturo, se je uporabljal v nekdanji Sovjetski zvezi in je še vedno v uporabi v Ruski federaciji in v nekaterih drugih nekdanjih sovjetskih republikah. Številni rezervati imajo območja z različnimi stopnjami zaščite; včasih je paša do določene mere dovoljena.
Druge vrste zavarovanih območij so: narodni naravn park, zakazniki (ki se nanašajo na »državni rezervat divjadi«, ker je tam dovoljena omejena količina lova), naravni spomenik (pogosto posamezna drevesa, geološka izpostavljenost ali druga manjša območja) itd. Nekateri zapovedniki so priznani kot naravni rezervat (ali svetišče).
V Rusiji je 101 zapovednik, ki pokriva približno 330.000 kvadratnih kilometrov ali približno 1,4 % celotne površine države. Vključujejo vse, od izoliranih zaplat stepe do velikih predelov Sibirije in Arktike in segajo od Galič'je Gore na 2,31 km 2 do Velikega arktičnega državnega naravnega rezervata z 41.692 km 2. Rusko ministrstvo za naravne vire nadzoruje 99 zapovednikov. Izjema sta Il'menskij, ki ga upravlja Ruska akademija znanosti in Galič'ja Gora, ki jo upravlja Voroneška državna univerza.

## Teorija zapovednosti
Teoretična utemeljitev zapovednikov je znana kot zapovednost (заповедность) – kar pomeni »stanje zaščitenosti v zapovedniku«. Razvil ga je v 1890-ih in na začetku 20. stoletja, V. V. (Vasilij Vasiljevič) Dokučajev (1846–1903), ruski znanstvenik tal, geolog in geograf.
Temeljna ideja zapovednost je izključitev ljudi in prepoved gospodarske dejavnosti, edina izjema je nevsiljiv dostop znanstvenikom in čuvajem. Zapovedniki so mišljeni kot parcele nedotaknjenih naravnih ekosistemov, ki jih je mogoče preučevati kot standarde za primerjavo upravljanih ekosistemov, kot so ustvarjeni v kmetijstvu in gozdarstvu. V ta namen morajo biti zapovedniki dovolj veliki, da so samozadostni, s popolno paleto trofičnih stopenj do vrhunskih plenilcev.
Leta 1910 je v teoriji zapovednosti naredil korak naprej I. P. Borodin, ki je trdil, da zapovednikov ne smemo vzpostavljati po delih, temveč kot načrtovan sistem rezervatov, ki vključuje vzorce vseh glavnih naravnih regij v državi.
V 1940-ih je Aldo Leopold, ameriški filozof, naravoslovec, znanstvenik, ekolog, gozdar in naravovarstvenik, razumel potrebo po rezervatih tipa zapovednik: »Čeprav celo največja območja divjine postanejo delno neurejena, je J. E. Weaverju (ameriški botanik, prerijski ekolog) potrebovalo le nekaj divjih hektarjev, da je odkril, zakaj je prerijska flora bolj odporna na sušo kot agronomska flora ki ga je izpodrinila«. Odgovor je bil, da ima divja prerija veliko bolj zapleten in učinkovitejši koreninski sistem, kar je bilo mogoče odkriti le s preučevanjem nemotenega naravnega ekosistema.
Seveda bi bilo danes težko, če ne celo nemogoče vzpostaviti 'popoln' zapovednik, ki bi bil popolnoma naraven in samozadosten, zlasti glede na posledice onesnaževanja in toplogrednih plinov navzdol. Kljub temu so številni ruski zapovedniki dober približek idealu in že več desetletij delujejo kot znanstvene ustanove.

## Zgodovina
Prvi zapovedniki so bili ustanovljeni v stepskem območju Ruskega imperija v 1890-ih. Nekateri so bili opremljeni z raziskovalnimi postajami. Dokučajev je bil vodilni duh teh zgodnjih zapovednikov. Območja stepe so bila izbrana za prve zapovednike zaradi hitrega izginotja deviške stepe, ko so jo preorali in ker se je menilo, da bi oranje lahko poslabšalo posledice suše; očitno so bile potrebne raziskave, da bi razumeli stepo in kako jo je mogoče najbolje izkoristiti.
Uporabno-znanstvena motivacija za postavitev zapovednikov se je nadaljevala v prvem državno organiziranem zapovedniku. Naravni rezervat Barguzin je ustanovila carska vlada leta 1916 na vzhodni obali Bajkalskega jezera. Njegov namen je bil zaščititi in preučiti populacijo sobolja (Martes zibellina) – dragocene krznene vrste, ki je zaradi prelova upadala. Zdi se, da so bili drugi zapovedniki ustanovljeni približno ob istem času, vendar so zastareli (npr. Sajan) ali pa so prejeli uradno priznanje šele pozneje.
Leninova nacionalizacija zemlje v letih 1917 in 1918 je ustvarila pravno ugodno okolje za sovjetski zapovedniški sistem, saj zavarovanje zemljišč za ta namen od zasebnih lastnikov ni bilo več problem. Lenin se je morda zanimal za varstvo narave, ker je bilo dovoljenje za ustanovitev leta 1919 v delti Volge na severozahodni obali Kaspijskega jezera takoj izdano.
Priznanje zapovednikov je bilo trdno pravno utemeljeno z ukrepom »O varstvu naravnih spomenikov, vrtov in parkov«, ki ga je podpisal Lenin leta 1921. Nastajanje zapovednikov se je nadaljevalo, vendar je ukrep omogočal tudi ustanovitev narodnih parkov, čeprav še pol stoletja v Sovjetski zvezi ni bil ustanovljen noben.
Do leta 1933 je bilo v Rusiji 15 državnih zapovednikov, do leta 1995 pa 115. Povprečna površina novih zapovednikov se je zmanjšala s 780 km2 v letih 1916–25 na 110 km2 v letih 1936–45, nato pa se je povečala na 5060 km2 v 1986–95. V letu 2007 je deloval 101 zapovednik, kar odraža majhno število novih odprtih od leta 1995, obenem pa tudi dve obdobji zapiranja in krčenja sistema. Prvo od teh je načrtoval Aleksandr Malinovskii; izveden je bil leta 1951 z namenom, da bi zapovednike spremenili v »gospodarsko-raziskovalne« ustanove ter sprostili znatne površine zaščitenega gozda v gospodarsko izkoriščanje. V naslednjih 10 letih si je sistem zapovednikov nekoliko opomogel, vendar ga je leta 1961 Nikita Hruščov kritiziral in se slavno skliceval na film o njih, v katerem je bil prikazan znanstvenik, ki opazuje veverico, ki grizlja orehe. Šest zapovednikov je bilo zaprtih, drugi pa so se združili ali zmanjšali po površini
Čeprav je zapovednik v teoriji obsežno območje neokrnjenih naravnih ekosistemov, ki se uporablja za znanstvene raziskave z bivalnim osebjem znanstvenikov in čuvajev, je bila zgodovina mnogih zapovednikov v resnici precej drugačna, včasih vključuje zapiranje, izkoriščanje (vključno s sečnjo gozda) in morebitno ponovno odprtje. Kljub temu so nekateri zapovedniki imeli skoraj neoporečno zgodovino in večina je ohranila prvotno vizijo, da so znanstvenoraziskovalne ustanove, ki niso odprte za javno rekreacijo.

## Zavarovana območja
Pokritost ekosistemov, ki jih varujejo zapovedniki, ni lahko povzeti, vendar je mogoče približno s preštevanjem števila rezervatov v glavnih naravno vegetacijskih conah dobiti okvirno predstavo. Na zemljevidu so to od severa proti jugu:
- Arktična puščava (brez dreves; brez neprekinjenega rastlinskega pokrova) in tundra (brez dreves; majhni grmi, šaši, mahovi)
- tajga (borealni gozd iglavcev s primesjo breze in drugih listavcev)
- listopadni gozd (prekinjena cona, kjer prevladujejo hrastovi in druge listopadne vrste)
- stepa (brez dreves, prevladujejo trave na severu in trave na jugu).

To je zelo poenostavljena klasifikacija. Vsaka večja cona je razdeljena na podcone in obstajajo prehodni tipi vegetacije. Poleg tega številni zapovedniki, zlasti če so v prehodnem območju ali pokrivajo območje nadmorske višine, vsebujejo primere več vrst vegetacije.
S temi kvalifikacijami je število območij zapovednikov (nekateri zapovedniki zasedajo zelo razpršena območja, nekateri so tukaj šteti ločeno) v različnih conah naslednje: Arktična puščava in tundra – ok.15; tajga – ok.40; listopadni gozd – ok.13; stepa – ok.30. Približno pol ducata je pretežno gorskih, zlasti na Kavkazu. Komandorski in Vranglov otok sta oddaljena otoka. Nekaj jih je predvsem mokrišč.

## Upravljanje in uporaba
Čeprav načelo zapovednost ne določa gospodarske uporabe, se je v praksi od zapovednikov pogosto zahtevalo, da prispevajo k nacionalnemu gospodarstvu. Voroneški zapovednik je na primer gojil evropske bobre za ponovno naselitev na druga območja v podporo industriji krzna. Številni zapovedniki so veljali tudi za gojišče drugih komercialno dragocenih kožuharjev, kot sta sobolj in divja kozja, ki jim omogoča, da se razširijo na sosednja nezaščitena območja za podporo komercialnega lova s pastmi.
Neinterventno upravljanje je težko izvajati v stepskih zapovednikih, ki so pogosto premajhni, da bi podpirali samovzdrževalni ekosistem, vključno z divjimi rastlinojedimi živalmi (kot so sajge), ki so se morda selile. Območje je včasih prilagojeno različnim režimom košnje, ki pa ne more zadovoljivo nadomestiti naravnih procesov, saj ne reciklira hranil in organskih snovi skozi prehranjevalno verigo rastlinojedih in mesojedcev ter ne more ponoviti učinkov teptanja.
Pomembna dejavnost v vseh zapovednikih je redno spremljanje sezonskih dogodkov (fenologija). To je zdaj standardizirano v programu opazovanj, znanem kot »Kronika narave« (Летопись природы). Ime je predlagal Aleksandr Formozov leta 1937, čeprav sta V. N. Sukačev leta 1914 in Grigorij Koževnikov leta 1928 razvijala program spremljanja. Navodila za vodenje »Kronike narave« se občasno posodabljajo.
Pod pritiskom samofinanciranja so nekateri zapovedniki v različnih obdobjih poskušali razviti ekološki turizem – običajno v varovalnem pasu rezervata, s čimer so se izognili kršenju načela zapovednosti. V nekaterih primerih pa je turizem postal resen problem zaradi bližine rekreacijskih centrov, npr. v Teberdinskem zapovedniku na Kavkazu. Rekreacijski center Dombai, ki je že dolgo priljubljena ruska alpska smučarska destinacija, je v bližini središča zapovednika, vpliv turizma na tem območju, saj ga obiskuje več Rusov in tujcev, pa je povzročil pritisk na ohranjene ekosisteme okoli njega.

## Mednarodni pomen zapovedniškega sistema
Človekov vpliv na okolje – zaradi onesnaževanja, podnebnih sprememb in navsezadnje rasti prebivalstva – ustvarjajo vse resnejše probleme, katerih rešitev bo odvisna od boljšega poznavanja biosfere, kot jo že imamo. Za zagotovitev pogojev, v katerih se lahko razvije takšno razumevanje, je nujno ohraniti čim bolj nedotaknjene primere naravnih ekosistemov, zapovedniki pa so edini večji sistem zavarovanih območij, ki je ustvarjen predvsem v ta namen. V primeru erozije tal, na primer, lahko samo s primerjavo stopnje nastajanja in izgube tal iz neokrnjene stepe ali prerije in iz iste vrste zemljišč pod intenzivnim kmetijstvom ocenimo, kako uničujoče je slednje za naravni kapital.
Redno dolgotrajno spremljanje naravnih pojavov v zapovednikih je dalo tudi izhodiščni nabor podatkov, ki so danes dragoceni za oceno vpliva antropogenih pritiskov, predvsem s podnebnimi spremembami, na naravne ekosisteme. Ker slednji opravljajo bistvene funkcije, kot sta sekvestracija ogljika in kroženje hranil, je očitno pomembno vedeti, kako na te ekosistemske storitve vpliva antropogeni pritisk. Obstaja argument za vzpostavitev dobro financirane globalne mreže zapovednikov, da bi povečali naše razumevanje antropogenih pritiskov na vse naravne ekosisteme sveta.

## Seznam naravnih rezervatov ("Zapovednik") v Rusiji
| Ime                                      | Slika                                                      | Lega                                                                           | Spletna stran                                                                            | Območje      | Leto | Opis |
| ---------------------------------------- | ---------------------------------------------------------- | ------------------------------------------------------------------------------ | ---------------------------------------------------------------------------------------- | ------------ | ---- | --- |
| Naravni rezervat Altaj                   | Altai Zapovednik                                           | Republika Altaj 52°52′0″N 88°57′0″E / 52.86667°N 88.95000°E                    | Park: Алтайский                                                                          | 881.238 ha   | 1932 | Gorovje Altaj na jugu osrednje Rusije. Del Unescove svetovne dediščine "Zlate gore Altaja". |
| Naravni rezervat Astrahan                | Astrahan, delta Volge                                      | Astrahanska oblast 45°34′52″N 47°54′59″E / 45.58111°N 47.91639°E               | Park: Астраханский                                                                       | 66.816 ha    | 1919 | Otok in mokrišča na jugozahodnem vogalu delte Volge. Trstičje, rogoz, vrbe, 50 vrst rib, vključno z jesetrom beluga (Huso huso). |
| Naravni rezervat Azas                    | Azas Zapovednik                                            | Tuva 52°28′12″N 96°8′11″E / 52.47000°N 96.13639°E                              | Park: Азас Arhivirano 2014-10-15 na Wayback Machine.                                     | 300.390 ha   | 1985 | Leži v osrednjem delu kotline Todža (ogromna medgorska korita v pogorju Altaj-Sajan) v severovzhodni Tuvi in se razteza vzdolž reke Azas. |
| Naravni rezervat Bajkal                  | Baikalsky Zapovednik                                       | Burjatija 51°20′36″N 105°9′27″E / 51.34333°N 105.15750°E                       | Park: Байкальский                                                                        | 165.724 ha   | 1968 | Na jugovzhodni obali Bajkalskega jezera. Varuje tajgo in gorske habitate ob jezeru in sosednjem osrednjem delu pogorja Hamar-Daban. |
| Naravni rezervat Bajkal-Lena             | Baikal-Lena Zapovednik                                     | Irkutska oblast 55°13′0″N 107°45′0″E / 55.21667°N 107.75000°E                  | Park: Байкало-Ленский                                                                    | 660.000 ha   | 1986 | Je na severozahodni obali Bajkalskega jezera, se razteza vzdolž zahodne obale približno 120 km, s povprečno širino 65 km. |
| Naravni rezervat Barguzin                | Barguzin Zapovednik                                        | Burjatija 54°30′0″N 109°50′0″E / 54.50000°N 109.83333°E                        | Park: Баргузинский                                                                       | 366.868 ha   | 1916 | Na zahodnem pobočju pogorja Barguzin, vključno s severovzhodnimi obalami Bajkalskega jezera, delom jezera in reke Barguzin. |
| Naravni rezervat Basegi                  | Basegi Zapovednik                                          | Permski okraj 58°3′0″N 58°2′0″E / 58.05000°N 58.03333°E                        | Park: Басеги                                                                             | 37.935 ha    | 1982 | Glavni reki sta: Usva (severna meja naravnega rezervata) in reka Vilva (južna meja). Obstaja tudi nekaj manjših rek, kot so tipične struge gorskih brzic. |
| Baškirski naravni rezervat               | Bashkiriya Zapovednik                                      | Baškortostan 53°20′44″N 57°46′40″E / 53.34556°N 57.77778°E                     | Park: Башкирский                                                                         | 49.609 ha    | 1930 | Osrednji del Baškirskega (južnega) Urala. Gozdna gorska pobočja do reke Kaga; prehod v stepski gozd. |
| Naravni rezervat Bastak                  | Amur Tiger in Bastak Zapovednik                            | Judovska avtonomna oblast 48°56′37″N 133°7′13″E / 48.94361°N 133.12028°E       | Park: Бастак                                                                             | 91.375 ha    | 1997 | Je v porečju reke Amur, ozemlje rezervata pokriva jugovzhodni greben Bureja in severno obrobje Srednjeamurske nižine. Rezervat je bil prizorišče uspešne ponovne naselitve ogroženega amurskega tigra. |
| Naravni rezervat Belogorje               | Belogorye Zapovednik                                       | Belgorodska oblast 50°37′12″N 35°58′12″E / 50.62000°N 35.97000°E               | Park: Белогорье                                                                          | 2131 ha      | 1935 | Jugozahodno pobočje Centralnega hribovja na zahodnem robu Rusije. Kredni apnenčasti relief. |
| Naravni rezervat Bogdo-Baskunčak         | Bogdo-Baskunchak Zapovednik                                | Astrakhan Oblast 48°12′42″N 46°52′50″E / 48.21167°N 46.88056°E                 | Park: Богдинско-Баскунчакский                                                            | 18780 ha     | 1997 | Polsušno območje okoli jezera Baskunčak (slano jezero) in gore Bogdo, severno od delte Volge. |
| Naravni rezervat Bolon                   | Bolon Zapovednik                                           | Habarovski okraj 49°34′7″N 135°54′49″E / 49.56861°N 135.91361°E                | Park: Болоньский                                                                         | 103.000 ha   | 1997 | Rezervat leži ob srednjem Amurju, ki meji na jugozahodu na jezero Bolon, in pokriva mokrišča mednarodnega pomena. Veliko število selivskih vodnih ptic uporablja območje za gnezdenje in postanke na dolgih letih. |
| Naravni rezervat Bolšehehcirski          | Big Khekhtsir Ridge                                        | Habarovski okraj 49°34′7″N 135°54′49″E / 49.56861°N 135.91361°E                | Park: Большехехцирский                                                                   | 45.439 ha    | 1963 | Rezervat pokriva in je poimenovan po pogorju Hehcir, približno 20 km južno od mesta Habarovsk na Ruskem Daljnem vzhodu. Rezervat je omembe vreden zaradi svoje lege v bližini mesta in zaradi tega, da je otok gorsko-gozdne biotske raznovrstnosti, obdan s poplavnimi ravnicami nižjih rek.                                                         |
| Naravni rezervat Botča                   | Ikha River                                                 | Habarovski okraj 48°8′11″N 139°13′16″E / 48.13639°N 139.22111°E                | Park: Ботчинский                                                                         | 267.380 ha   | 1994 | Najsevernejši rezervat, v katerem živi ogroženi amurski tiger. Rezervat se nahaja v severovzhodnem delu gorovja Sikhote-Alin, vključuje porečje reke Botchi na svojih vzhodnih pobočjih, v regiji Sovetskaya Gavan Khabarovsk. |
| Naravni rezervat Brjanski Les            | Bryansk Forest Zapovednik                                  | Brjanska oblast 52°30′0″N 34°0′0″E / 52.50000°N 34.00000°E                     | Park: Брянский Лес                                                                       | 121.86 ha    | 1987 | Eden zadnjih preostalih neprekinjenih gozdov na južnem koncu evropskega širokolistnega gozda, ki podpira obilo divjih živali v gozdovih in barjih. |
| Naravni rezervat Bureja                  | Bureya Zapovednik                                          | Habarovski okraj 51°55′46″N 134°35′44″E / 51.92944°N 134.59556°E               | Park: Буреинский                                                                         | 358.444 ha   | 1987 | Gorska tundra, jezera, reke, macesnovi gozdovi, smrekovi gozdovi, goščave sibirskega bora, poplavni intrazonalni gozdovi. Leži na zahodnem robu Habarovskega okraja na Ruskem Daljnem vzhodu. |
| Naravni rezervat Kavkaz                  | Caucasus Zapovednik                                        | Krasnodarski okraj 43°50′10″N 40°24′3″E / 43.83611°N 40.40083°E                | Park: Кавказский им. Х.Г. Шапошникова                                                    | 280.335 ha   | 1924 | Največje in najstarejše na ozemlju posebej zaščitenega naravnega območja na Severnem Kavkazu. |
| Centralno černozjomski naravni rezervat  | Central Black Earth Zapovednik                             | Kurska oblast 51°8′49″N 36°25′48″E / 51.14694°N 36.43000°E                     | Park: Центрально-Чернозёмный                                                             | 5287 ha      | 1935 | Rezervat leži na jugozahodnem delu višavja v srednjem pasu gozdno-stepskega območja, na ozemlju okrožja Medvenski, Manturovski in Goršečenski. |
| Naravni rezervat Centralno Lesnoi        | Central Forest Zapovednik                                  | Tverska oblast 56°27′18″N 32°58′36″E / 56.45500°N 32.97667°E                   | Park: Центрально-Лесной                                                                  | 24.447 ha    | 1931 | Leži na jugozahodnem delu hribovja Valdai, blizu ločnice med povodjem Atlantika (Zahodna Dvina in Lovat) in Kaspijskim jezerom (Volga). Pokrajina v naravnem rezervatu je pretežno hribovita, z veliko površino, ki jo zavzemajo močvirja. |
| Centralnosibirski naravni rezervat       | Central Siberia Zapovednik                                 | Krasnojarski okraj 62°21′25″N 90°39′51″E / 62.35694°N 90.66417°E               | Park: Центрально-Сибирский                                                               | 1.021.469 ha | 1985 | Rezervat "Centralnosibirski" je eden največjih gozdnih rezervatov na svetu. Jenisej, reka Bahta in reka Podkamena Tunguska. Podrejen mu je naravni rezervat reke Jeloguj. |
| Naravni rezervat černozjom               | Saigas in Chyornye Zemli                                   | Kalmikija 46°2′0″N 46°8′0″E / 46.03333°N 46.13333°E                            | Park: Чёрные земли                                                                       | 121.901 ha   | 1990 | Prvotno je bil ustanovljen leta 1990 za zaščito antilope sajga (Saiga tatarica). Glavni del rezervata je v Kaspijski depresiji, severozahodno od Kaspijskega jezera. V rezervatu so tudi kolonije čapelj, kormoranov in redkih pelikanov. |
| Naravni rezervat Dagestan                | Dagestan Zapovednik                                        | Dagestan 44°42′3″N 47°0′22″E / 44.70083°N 47.00611°E                           | Park: Дагестанский Arhivirano 2019-10-12 na Wayback Machine.                             | 19.061 ha    | 1987 | Prezimovališče ptic selivk s peščenimi sipinami in grebeni na severozahodni obali Kaspijskega jezera. Peščena sipina Sarah Kum je z 262 metri najvišja peščena sipina v Evropi. |
| Naravni rezervat Dalnevostočni Morskoj   | Dalnevostochny Morskoy Zapovednik                          | Primorski okraj 42°33′59″N 131°12′0″E / 42.56639°N 131.20000°E                 | Park: Дальневосточный морской                                                            | 64.316 ha    | 1978 | Morski rezervat v zalivu Petra Velikega, Japonsko morje. Za rezervat so zapisana štiri območja z različnimi varstvenimi režimi skupne površine 64.311,6 ha, vključno s 63.000 ha morskega območja in odobren varovalni pas okoli morske meje širine 3 milje okoli kopnega - 500 metrov.                                                               |
| Darwinov naravni rezervat                | Darwin Zapovednik                                          | Vologdska oblast 58°35′0″N 37°59′0″E / 58.58333°N 37.98333°E                   | Park: Дарвинский                                                                         | 11.267 ha    | 1945 | Naravni rezervat Darwin je na planoti Šeksna-Mologa in je raven. Velik del območja rezervata pokrivajo iglavci (tajga) in močvirja. Pozimi močvirja, reke in zbiralnik Rybinsk ostanejo zamrznjeni več mesecev |
| Naravni rezervat Daurskij                | Dauriya Zapovednik                                         | 2008 ukinjena Čitska oblast 50°4′0″N 115°39′0″E / 50.06667°N 115.65000°E       | Park: Даурский                                                                           | 44.752 ha    | 1987 | Suhe stepe in mokrišča Srednje Azije, v ukinjeni Čitski oblasti. |
| Naravni rezervat Denežkin Kamen          | Denezhkin Kamen Zapovednik                                 | Sverdlovska oblast 60°30′29″N 59°29′39″E / 60.50806°N 59.49417°E               | Park: Денежкин камень                                                                    | 78.192 ha    | 1991 | Osredotočen na goro Denežkin Kamen, v osrednjem Uralskem gorovju ter okoliških rekah in gozdovih; 38 % tajga smrekovo-borovo-jelkov gozd, 12 % borovega gozda, 35 % mešanega gozda. |
| Naravni rezervat Džerginski              | Dzherginsky Zapovednik                                     | Burjatija 55°6′51″N 111°27′32″E / 55.11417°N 111.45889°E                       | Park: Джергинский Arhivirano 2020-02-25 na Wayback Machine.                              | 238.088 ha   | 1992 | Vzhodno od severnega konca Bajkalskega jezera, pokriva zgornji tok reke Barguzin na stičišču treh večjih gorskih verig - grebenov Barguzin, Ikat in Južna Muja. Gorsko ozemlje, kjer prevladujejo macesnovi gozdovi. |
| Naravni rezervat Džugdžur                | Dzhugdzug Section (map)                                    | Habarovski okraj 57°6′15″N 138°15′26″E / 57.10417°N 138.25722°E                | Park: Джугджурский                                                                       | 859.956 ha   | 1990 | Rezervat na obali Ohotskega morja, na ozemlju okrožja Ajano-Maiski v Habarovskem okraju. Vključuje južni del obalnega območja in osrednji del pogorja Džugdžur ter pomorske dodatke. |
| Naravni rezervat Vzhodni Ural            | East Ural Zapovednik                                       | Čeljabinska oblast 55°48′52″N 60°53′58″E / 55.81444°N 60.89944°E               | Park: [ Восточно-Уральский]                                                              | 16.600 ha    | 1968 | Državni radiacijski rezervat, ki je v gozdno-stepskem območju na vzhodnem pobočju južnega Urala. V bližini kraja nesreče v Kištimu leta 1957, drugega najhujšega izpusta sevanja po Černobilu. |
| Naravni rezervat Erzi                    | Erzi Zapovednik                                            | Ingušetija 42°45′0″N 45°0′0″E / 42.75000°N 45.00000°E                          | Park: Эрзи Arhivirano 2020-07-18 na Wayback Machine.                                     | 5970 ha      | 2000 | Leži na severnem pobočju Visokega Kavkaza v Džejrahski Assinski kotlini, ki meji na pogorju Skalisty. Reke v rezervatu so Assa in Armhi, ki se izlivata v reko Terek. Severna tretjina ozemlja je gozdnata, območje pogorja so alpski travniki in gorska stepa.                                                                                       |
| Naravni rezervat Galičja gora            | Galitsya Gora Zapovednik                                   | Lipecka oblast 52°36′5″N 38°55′42″E / 52.60139°N 38.92833°E                    | Park: Галичья Гора                                                                       | 231 ha       | 1925 | Na desnem bregu Dona je znamenita Galičja gora, edinstvena naravna znamenitost osrednje Rusije. Ta del je že dolgo poznan po bogastvu in raznolikosti flore in favne. |
| Veliki Arktični državni naravni rezervat | Great Arctic Zapovednik                                    | Krasnojarski okraj 75°30′0″N 92°36′0″E / 75.50000°N 92.60000°E                 | Park: Большой Арктический                                                                | 4.169.222 ha | 1993 | Največji rezervat Rusije in Evrazije, pa tudi eden največjih na svetu. Obsežni deli morskih otokov, polotokov in porečja. |
| Naravni rezervat Gidan                   |                                                            | Jamalo-nenecko avtononmo okrožje 71°50′35″N 78°12′23″E / 71.84306°N 78.20639°E | Park: Гыданский                                                                          | 878.174 ha   | 1996 | Najsevernejši rezervat v Zahodni Sibiriji. Zajema polotok Gidanski v avtonomnem okrožju Jamalo-neneck. |
| Naravni rezervat Ilmen                   | Ilmen Zapovednik                                           | Čeljabinska oblast 55°0′55″N 60°9′32″E / 55.01528°N 60.15889°E                 | Park: Ильменский                                                                         | 34.380 ha    | 1920 | Začel se je leta 1920 kot mineraloški naravni rezervat, mesto nahajališč številnih redkih zemeljskih mineralov. Tu so prvič odkrili 16 mineralov. Borovi in macesnovi gozdovi na nizkih gorah; vznožja grebenov na vzhodni strani južnega Urala. 400 rudnikov na tem območju v preteklosti.                                                           |
| Naravni rezervat Kabardino-Balkarija     | Kabardino-Balkaria Zapovednik                              | Republika Kabardino-Balkarija 43°2′56″N 43°14′33″E / 43.04889°N 43.24250°E     | Park: Кабардино-Балкарский                                                               | 82.507 ha    | 1976 | Glavni kavkaški greben tukaj tvori znamenito Bezengijevo steno, ki jo sestavljajo vrhovi Gestola (4859 m), Katintau (4858,8 m), Džangi-Tau (5058 m), Vzhodni Džangi-Tau (5033 m) in Šhara. (5068 m). V rezervatu je 256 ledenikov. |
| Naravni rezervat Kalužskije Zaseki       | Kaluzhskiye Zaseki Zapovednik                              | Kaluška oblast 53°35′26″N 35°47′17″E / 53.59056°N 35.78806°E                   | Park: Калужские засеки                                                                   | 18.533 ha    | 1992 | Zaseki je ruska beseda, ki pomeni »barikado podrtih dreves«. V srednjem veku je bila regija Kaluga obrambna črta med ruskimi gozdovi na severu in potencialnimi napadalci z juga. Rezervat je bil v nekaterih delih zavarovan že tisoč let in ostaja neprekinjen gozd.                                                                                |
| Naravni rezervat Kandalakša              | Kandalaksha Zapovednik                                     | Murmanska oblast 67°4′34″N 32°31′30″E / 67.07611°N 32.52500°E                  | Park: Кандалакшский Arhivirano 2016-09-06 na Wayback Machine.                            | 70.530 ha    | 1932 | Naravni rezervat v regiji Murmansk in Kareliji. Eden najstarejših v Rusiji. Leži na obali in na otokih Barentsovega morja ter zalivu Kandalakša v Belem morju. |
| Naravni rezervat Katun                   | Katun Zapovednik                                           | Republika Altaj 49°38′0″N 86°6′0″E / 49.63333°N 86.10000°E                     | Park: Катунский                                                                          | 150.079 ha   | 1991 | Višavje osrednjega Altaja na jugu osrednje Rusije. Del Unescove svetovne dediščine "Zlate gore Altaja". |
| Naravni rezervat Kedrovaja Pad           | Kedrovaya Pad Zapovednik                                   | Primorski okraj 43°6′18″N 131°30′45″E / 43.10500°N 131.51250°E                 | Park: Кедровая Падь                                                                      | 17.900 ha    | 1925 | Kedrovaja Pad je na obalnih obronkih Mandžurskih gora. Meje rezervata se približujejo reki Barabaševka (do 1973 Mongugaj ali Bolšoj Mongugaj) na severovzhodu in reki Narva (do 1973 Sidimi) na jugozahodu. Na jugovzhodu ga daljnovzhodna železnica loči od Amurskega zaliva, ki je oddaljen manj kot 5 km.                                          |
| Naravni rezervat Kerženec                | Kerzhenets Zapovednik                                      | Niženovgorodska oblast 56°37′0″N 44°16′0″E / 56.61667°N 44.26667°E             | Park: Керженский                                                                         | 46.940 ha    | 1993 | Rezervat je v srednjem porečju reke Kerženec (pritok Volge). Teren je približno pol gozd in pol močvirje. |
| Kankajski naravni rezervat               | Sunset across Lake Khanka                                  | Primorski okraj 45°0′0″N 132°9′0″E / 45.00000°N 132.15000°E                    | Park: Ханкайский                                                                         | 43.679 ha    | 1990 | Vključuje vode jezera Hanka in njegovo obalo. Ozemlje je razdeljeno na 5 izoliranih območij. |
| Hakaski naravni rezervat                 | Khakassia Zapovednik                                       | Hakasija 52°6′0″N 89°17′0″E / 52.10000°N 89.28333°E                            | Park: Хакасский                                                                          | 267.483 ha   | 1999 | Dve veliki gorski območji (alpsko in gorsko-stepsko) in stepska skupina vključuje sedem grozdov, ki so na levem bregu Minusinske depresije. |
| Hinganski naravni rezervat               | Khingan Zapovednik                                         | Amurska oblast 49°1′1″N 130°26′49″E / 49.01694°N 130.44694°E                   | Park: Хинганский                                                                         | 93.995 ha    | 1963 | Skrajni jugovzhod regije Amur znotraj Arharinske nižine (70 %) in ostrog Malega Hinggana (30 %). stepske in gozdno-stepske pokrajine. Gnezdeči mandžurski žerjavi (Grus japonensis). |
| Hopjerski naravni rezervat               | Khopyor Zapovednik                                         | Voroneška oblast 51°11′41″N 41°43′58″E / 51.19472°N 41.73278°E                 | Park: Хопёрский                                                                          | 161.78 ha    | 1935 | Ozemlje se razteza 50 km vzdolž reke Hopjer v regiji Voronež. Približno 80 % površine pokrivajo gozdovi, prevladujejo poplavni in gorski hrastovi gozdovi, manjša območja step in travnikov. Je okoli 400 jezer in mrtvic. |
| Naravni rezervat Kivač                   | Kivach Zapovednik                                          | Republika Karelija 62°20′0″N 33°55′0″E / 62.33333°N 33.91667°E                 | Park: Кивач                                                                              | 10.880 ha    | 1931 | Vključuje znameniti 10,7 m visok slap Kivač na reki Suna. Rezervat je bil ustanovljen leta 1931 za preučevanje in zaščito karelijske tajge. |
| Naravni rezervat Kologrivski Les         | Kologrivsky Zapovednik                                     | Kostromska oblast 58°56′0″N 43°51′0″E / 58.93333°N 43.85000°E                  | Park: Кологривский лес                                                                   | 58.940 ha    | 2006 | Gozd iglavcev v prehodnem območju med severno in južno tajgo, na severovzhodu Vzhodnoevropskega nižavja, 350 km severovzhodno od Moskve. Vsebuje nasade stare smreke in služi tako za ohranjanje kot za znanstveno preučevanje obnavljanja gozdov. |
| Komandantov naravni rezervat             | Komandor Zapovednik                                        | Kamčatski okraj 54°0′0″N 165°0′0″E / 54.00000°N 165.00000°E                    | Park: Командорский                                                                       | 3.648.679 ha | 1993 | Večina zahodnih Aleutskih otokov (od katerih jih je večina v ameriški zvezni državi Aljaska). Komandantovi otoki so brez dreves, redko poseljeni otoki 110 milj vzhodno od ruskega polotoka Kamčatka. |
| Naravni rezervat Komsomolski             | Komsomolsk Zapovednik                                      | Habarovski okraj 50°48′36″N 137°43′9″E / 50.81000°N 137.71917°E                | Park: [ Комсомольский]                                                                   | 64.278 ha    | 1963 | Pokriva povirje reke Gorin, levega pritoka Amurja, v dolini reke Amur v Habarovskem okraju na Ruskem Daljnem vzhodu. |
| Korjakski naravni rezervat               | Koryak Zapovednik                                          | Kamkatski okraj 59°48′28″N 166°11′45″E / 59.80778°N 166.19583°E                | Park: Корякский                                                                          | 327.106 ha   | 1995 | Leži na severu polotoka Kamčatka, v dolini reke Kujul, rezervat vključuje okoliške gore polotoka Gauvin in sosednje vode v zalivu Lavrov. |
| Naravni rezervat Kostomukša              | Kamennaya River                                            | Republika Karelija 64°28′23″N 30°16′27″E / 64.47306°N 30.27417°E               | Park: Костомукшский                                                                      | 47.569 ha    | 1983 | Gozdovi, jezera in tekoča vodna telesa ter druga mokrišča. Del čezmejnega rezervata s Finsko na zahodu. |
| Naravni rezervat Kronocki                | Kronotsky Zapovednik                                       | Kamčatski okraj 54°40′0″N 161°0′0″E / 54.66667°N 161.00000°E                   | Park: Кроноцкий                                                                          | 1.142.134 ha | 1967 | Rezervat, ki ga opisujejo kot »Dežela ognja in ledu«, vključuje več gorskih verig s številnimi vulkani - aktivnimi in ugaslimi - in edino odprto porečje gejzirjev v Rusiji (Dolina gejzirjev). |
| Kurilski naravni rezervat                | Kurils Zapovednik                                          | Sahalinska oblast 45°5′0″N 145°59′0″E / 45.08333°N 145.98333°E                 | Park: Курильский                                                                         | 65.364 ha    | 1984 | Otok Kunašir in otoki Malega Kurilskega grebena. |
| Naravni rezervat Kuzneck Alatau          | Kuznetsk Alatau Zapovednik                                 | Kemerovska oblast 53°45′0″N 89°15′0″E / 53.75000°N 89.25000°E                  | Park: Кузнецкий Алатау                                                                   | 401.811 ha   | 1989 | Nizka-srednje-visoka planota v gorskem območju Altaj-Sajan na jugu Zahodne Sibirije. Kuznecki Alatau ni eno samo gorovje in je sestavljeno iz več verig srednje višine, med katerimi so rečne doline. Je porečje rek Tom in Čuli. |
| Laplandski naravni rezervat              | Lapland Zapovednik                                         | Murmanska oblast 67°49′0″N 32°28′0″E / 67.81667°N 32.46667°E                   | Park: Лапландский                                                                        | 278.436 ha   | 1957 | Laponski biosferni rezervat je na severozahodu Rusije v središču zahodnega dela polotoka Kola. Za relief rezervata so značilne Laponske gore (tundra), ki se raztezajo jugovzhodno od meje s Finsko. |
| Lazovski naravni rezervat                | Lazovsky Zapovednik                                        | Primorski okraj 43°14′0″N 133°24′0″E / 43.23333°N 133.40000°E                  | Park: Лазовский                                                                          | 120.989 ha   | 1957 | Naravni rezervat Lazovski je v istem okrožju v jugovzhodnem delu Primorskega okraja, na pobočju gorovja Sihote-Alin, ki gleda na Japonsko morje. 95 % gozdnat, z največjim sestojem tise na Ruskem Daljnem vzhodu. |
| Rezervat divjine delta Lene              | Lena Delta Zapovednik                                      | republika Saha 73°0′0″N 127°0′0″E / 73.00000°N 127.00000°E                     | Park: Усть-Ленский                                                                       | 1.433.000 ha | 1985 | Leži v delti reke Lene v republiki Saha / Jakutija, na skrajnem severu vzhodne Sibirije v Rusiji. |
| Naravni rezervat Mala Sosva              | Little Sosva Zapovednik                                    | Hanti-Mansijsko avtonomno okrožje 62°4′59″N 62°5′47″E / 62.08306°N 62.09639°E  | Park: Малая Сосьва                                                                       | 225.562 ha   | 1976 | Rezervat "Malaya Sosva" je na severnem Uralu na ozemlju Zahodnosibirske nižine. Reka Sosvinsky Ob; prelomljen relief, pomemben zarez rečnih dolin in razvit rečni sistem. |
| Naravni rezervat Magadan                 | Magadan Zapovednik                                         | Magadanska oblast 59°38′31″N 147°26′55″E / 59.64194°N 147.44861°E              | Park: Магаданский                                                                        | 883.817 ha   | 1982 | Leži na jugu regije Magadan blizu severne obale Ohotskega morja. Vsa mesta so oddaljena drug od drugega, nimajo naselij in prometnih poti. |
| Mordovski naravni rezervat               | Mordovski Zapovednik                                       | Mordovija 54°49′15″N 43°20′26″E / 54.82083°N 43.34056°E                        | Park: Мордовский им. П. Г. Смидовича Arhivirano 2016-05-24 at the Portuguese Web Archive | 32.148 ha    | 1935 | Na severu Republike Mordovije, na desnem bregu reke Mokša, ob robu iglavcev - listnatih gozdov in step. |
| Nenecki naravni rezervat                 | Nenets Zapovednik                                          | Nenško avtonomno okrožje 68°35′35″N 53°45′27″E / 68.59306°N 53.75750°E         | Park: Ненецкий Arhivirano 2016-01-11 na Wayback Machine.                                 | 313.400 ha   | 1997 | Severna Arktika na obali Barentsovega morja in delti reke Pečore, v Nenškem avtonomnem okrožju. Bogata mokrišča, reke in morski otoki zagotavljajo habitat za tisoče ptic selivk in drugih živali. |
| Nižnesvirski naravni rezervat            | Nizhnesvirsky Zapovednik                                   | Leningrajska oblast 60°36′0″N 33°0′0″E / 60.60000°N 33.00000°E                 | Park: Нижнесвирский                                                                      | 42.390 ha    | 1980 | Ščiti pokrajine vzhodne obale Ladoškega jezera. Ozemlje zavzema nižine na desnem bregu spodnjega dela reke Svir. |
| Norski naravni rezervat                  | Nora Zapovednik                                            | Amurska oblast 52°30′4″N 130°17′33″E / 52.50111°N 130.29250°E                  | Park: Норский                                                                            | 211.168 ha   | 1998 | Severovzhodni del ravnice Amur-Zeja med rekama Nora in Selemdža. Razširjeni gozdovi Chenopodiaceae in termokras tipičnih območij severno od regije Amur. |
| Naravni rezervat Severna Osetija         | North Ossetia Zapovednik                                   | Sverna Osetija-Alanija 42°47′0″N 44°5′0″E / 42.78333°N 44.08333°E              | Park: Северо-Осетинский                                                                  | 29.000 ha    | 1967 | Visokogorski rezervat, ki je na severnem pobočju gora Kavkaza v višini 650–4249 metrov. V rezervatu je 76 ledenikov. |
| Naravni rezervat Nurguš                  | Nurgush Ridge South Ural                                   | Kirovska oblast 58°0′43″N 48°27′24″E / 58.01194°N 48.45667°E                   | Park: Нургуш                                                                             | 23.449 ha    | 1994 | Ena redkih nedotaknjenih gozdnih pokrajin severne evropske Rusije, ki se jih človek skoraj ne dotakne. |
| Naravni rezervat Oka                     | Oka Zapovednik                                             | Rjazanska oblast 54°45′0″N 40°45′0″E / 54.75000°N 40.75000°E                   | Park: Окский                                                                             | 55.722 ha    | 1935 | Glavni del rezervata je na levem bregu reke Pra. V rezervat spadata tudi reka Lamša in Črna. Območje najširše poplavne ravnice Oka poplavna jezera. |
| Naravni rezervat Oljokma                 | Olyokma Zapovednik                                         | Republika Saha 58°39′22″N 122°15′28″E / 58.65611°N 122.25778°E                 | Park: Олёкминский                                                                        | 847.102 ha   | 1984 | Je južno od srednjega toka reke Lene na desnem bregu njenega drugega največjega pritoka - Olekma na stičišču Aldanskega višavja in Prilenske planote v okrožju Oljokminski v Republiki Saha (Jakutija). |
| Orenburški naravni rezervat              | Orenburg Zapovednik                                        | Orenburška oblast 51°5′8″N 57°41′13″E / 51.08556°N 57.68694°E                  | Park: Оренбургский                                                                       | 21.653 ha    | 1988 | Namen rezervata - ohranjanje in obnova edinstvene stepske pokrajine več podobnih območij - vzhodno od Volge, Urala, južnega Urala in Trans-Urala. |
| Naravni rezervat Pasvik                  | Pasvik Zapovednik                                          | Murmanska oblast 69°8′31″N 29°13′59″E / 69.14194°N 29.23306°E                  | Park: Пасвик                                                                             | 14.727 ha    | 1992 | Dvostranski naravni rezervat, ki je v dolini reke Pasvikdalen na Norveškem in v Rusiji. Na ruski strani je rezervat veliko območje borovega gozda, ki ni neposredno povezano z rezervoarjem Fjærvann na norveški strani. |
| Naravni rezervat Pečora-Ilič             | Pechoro-Ilych Zapovednik                                   | Republika Komi 52°35′0″N 58°15′0″E / 52.58333°N 58.25000°E                     | Park: Печоро-Илычский                                                                    | 721.322 ha   | 1930 | V jugovzhodnem kotu republike Komi (okrožje Troitsko-Pečorski), na zahodnih pobočjih Uralskega gorovja in sosednjih vznožjih in nižinah. Območje drenira zgornji tok reke Pečora in njen pritok Ilič. |
| Pinežski naravni rezervat                | Pinezhsky Zapovednik                                       | Arhangelska oblast 64°40′36″N 43°11′57″E / 64.67667°N 43.19917°E               | Park: Пинежский                                                                          | 51.522 ha    | 1974 | Kompleksi tajge jugovzhodno od Belega morja-Kuloiplato. |
| Polistovski naravni rezervat             | Politovsky Zapovednik                                      | Pskovska oblast 57°10′15″N 30°33′25″E / 57.17083°N 30.55694°E                  | Park: Полистовский                                                                       | 36.026 ha    | 1994 | Varuje barjanske ekosisteme na severozahodu Rusije, v močvirskem sistemu Polist-Lovat. |
| Poronajski naravni rezervat              | Poronaysky Zapovednik                                      | Sahalinska oblast 49°03′30″N 144°21′00″E / 49.05833°N 144.35000°E              | Park: Поронайский                                                                        | 56.695 ha    | 1988 | Naravni rezervat na vzhodnem delu otoka Sahalin. Vključuje polotok Potrpljenja (Полуостров Терпения), južni del gorovja Vzhodnega Sahalina, najširši del dola Tim-Poronajsk. |
| Naravni rezervat Privolški Les           | Pribolshky Les Zapovednik                                  | Penzenska oblast 53°20′20″N 46°51′55″E / 53.33889°N 46.86528°E                 | Park: Приволжская лесостепь                                                              | 8373 ha      | 1989 | Stepsko ozemlje, ki je v povodju med reko Volgo in reko Don, rezervat vsebuje 5 grozdov (odsekov), ki so v zahodnem delu Volškega višavja na ozemlju regije Penza. |
| Prioksko-Terasni naravni rezervat        | Prioksko-Terrasny Zapovednik                               | Moskovska oblast 54°54′13″N 37°32′48″E / 54.90361°N 37.54667°E                 | Park: Приокско-Террасный                                                                 | 4945 ha      | 1945 | Eden najmanjših ruskih zapovednikov (naravnih rezervatov), ki se razprostira na površini 5000 hektarjev ob levem bregu reke Oke v okrožju Serpuhov v Moskovski oblasti. |
| Prisurski naravni rezervat               |                                                            | Čuvašija 55°2′0″N 46°45′0″E / 55.03333°N 46.75000°E                            | Park: Присурский                                                                         | 9150 ha      | 1995 | Trije deli: naravni rezervat Alatirski, ki je v dolini reke Sura (mešani iglavci in listopadni gozdovi) in dve majhni stepi na jugovzhodu (Batirevski Jalcjikski) |
| Putoranski naravni rezervat              | Putorana Zapovednik                                        | Krasnojarski okraj 68°52′34″N 94°48′36″E / 68.87611°N 94.81000°E               | Park: Путоранский                                                                        | 1.887.251 ha | 1988 | Je v središču planote Putorana, v severnem delu osrednje Sibirije, približno 100 km severno od polarnega kroga. Vsebuje popolne subarktične in arktične ekosisteme v izoliranem gorovju. |
| Rdejski naravni rezervat                 | Rdeysky Zapovednik                                         | Novgorodska oblast 57°16′0″N 30°48′0″E / 57.26667°N 30.80000°E                 | Park: Рдейский                                                                           | 36.922 ha    | 1994 | Naravni rezervat je ustvarjen za zaščito ekosistemov močvirja severozahodne Rusije. Rdejsko jezero, glavno jezero na severozahodu rezervata, katerega del obale pripada rezervatu, izvira reke Rdeja, glavnega levega pritoka reke Lovat. |
| Naravni rezervat Rostov                  | Rostov Zapovednik                                          | Rostovska oblast 46°27′53″N 43°3′2″E / 46.46472°N 43.05056°E                   | Park: Ростовский                                                                         | 9465 ha      | 1995 | Severozahodni del depresije Kuma-Manič, otokov jezera Manič-Gudilo, Požgani otoki in sosednje vode jezera. Zmerno suha stepa doline Manič. Biosferni rezervat "Rostovski" je dobil status leta 2008 s sklepom Sveta programa "Človek in biosfera" Unesca.                                                                                             |
| Sajano-Šušenski naravni rezervat         | Sayano-Shushenski Zapovednik                               | Krasnojarski okraj 52°7′44″N 91°47′34″E / 52.12889°N 91.79278°E                | Park: Саяно-Шушенский                                                                    | 390.368 ha   | 1976 | Rezervat v oddaljenem območju Zahodnega Sajana na jugu ozemlja Krasnojarsk na levem bregu reke Jenisej na območju vpliva rezervoarja Sajano-Šušenskoje. |
| Naravni rezervat Šajtan-Tau              | Shatan-Tau Zapovednik                                      | Orenburška oblast 51°47′17″N 57°25′3″E / 51.78806°N 57.41750°E                 | Park: Шайтан-Тау                                                                         | 6726 ha      | 2014 | Je v gorovju Šajtantau, južni Ural. Glavni namen rezervata je ohranjanje Dubravnaja stepe in pomembnih habitatov redkih vrst rastlin in živali. |
| Naravni rezervat Šulgan-Taš              | Kapova Cave in Shulgan-Tash                                | Baškortostan 53°2′N 57°3′E / 53.033°N 57.050°E                                 | Park:                                                                                    | 22.531 ha    | 2014 | Šulgan-Taš vsebuje nekaj najstarejših jam človeških bivališč (Kapova jama), datiranih v 14.-17. stoletje pred našim štetjem. Rezervat je znan tudi po tem, da je edini rezervat na svetu za starodavno čebelarsko (čebelarsko) prakso gojenja divjih čebel v votlih drevesih.                                                                         |
| Naravni rezervat Sihote-Alin             | Sikhote-Alin Zapovednik                                    | Primorski okraj 45°20′0″N 136°10′0″E / 45.33333°N 136.16667°E                  | Park: Сихотэ-Алинский им. К.Г. Абрамова                                                  | 401.428 ha   | 1935 | Gorovje v Primorskem in Habarovskem okraju v Rusiji, ki se razteza približno 900 kilometrov severovzhodno od ruskega pacifiškega pristanišča Vladivostok. Zmerni gozd in velika biotska raznovrstnost. |
| Naravni rezervat Sohondo                 | Sokhondo Zapovednik                                        | ukinjena Čitska oblast 49°41′37″N 111°5′27″E / 49.69361°N 111.09083°E          | Park: Сохондинский                                                                       | 210.985 ha   | 1973 | Eden najvišjih delov visokogorja Hentei-Čikoj z gorovjem Sohondo. Golec Sohondo je starodavni vulkan. Rezervat vključuje številna jezera ledeniškega izvora. |
| Naravni rezervat Južni Ural              | South Ural Zapovednik                                      | Baškortostan 54°20′48″N 57°53′9″E / 54.34667°N 57.88583°E                      | Park: Южно-Уральский                                                                     | 252.800 ha   | 1979 | Ekosistemi gorske tajge v najvišjem delu južnega Urala v Republiki Baškortostan in regiji Čeljabinsk. Več gorskih verig - Mašak, Zigalga, Nara Kumardak in Jamantau. Gora Jamantau z višino 1640 metrov je najvišja gora južnega Urala. |
| Naravni rezervat Tajmir                  | Taymyr Zapovednik                                          | Krasnojarski okraj 73°57′0″N 99°1′0″E / 73.95000°N 99.01667°E                  | Park: Таймырский                                                                         | 1.781.928 ha | 1979 | Je na polotoku Tajmir v Krasnojarskem okraju. Območje je bilo ustanovljeno za gnezdišča rdečeprsih gosi (Branta ruficollis protection), kot tudi poletne rezidence divjih severnih jelenov (Rangifer tarandus) in biotsko raznovrstnost jezera Tajmir.                                                                                                |
| Naravni rezervat Teberda                 | Teberda Zapovednik                                         | Karačaj-Čerkezija 43°21′0″N 41°42′0″E / 43.35000°N 41.70000°E                  | Park: Тебердинский                                                                       | 84.996 ha    | 1936 | Je na severnih pobočjih Visokega Kavkaza. Različnost terena je ekstremna: 31,7 % gozdov, 20 % travnikov, 8,5 % ledenikov, 38,4 % kamnin in melišč, 0,7 % - voda (157 jezer in 109 ledenikov). |
| Tigirekski naravni rezervat              | Tigireksky Zapovednik                                      | Republika Altaj 51°0′0″N 82°55′0″E / 51.00000°N 82.91667°E                     | Park: Тигирекский                                                                        | 40.693 ha    | 1999 | Jugozahodni del ozemlja Altaj, vključno z mejo. Černeva tajga in stepa; kraška pokrajina in jame. |
| Naravni rezervat Tunguska                | Tunguska                                                   | Krasnojarski okraj 60°43′53″N 101°58′3″E / 60.73139°N 101.96750°E              | Park: Тунгусский                                                                         | 296.562 ha   | 1995 | Je v osrednjem delu Srednjesibirske planote. Zaradi meteorita leta 1908 je bilo posekanih in požganih več kot 2000 km2 borealnih gozdov. Tajga, prizadeta na območju nesreče, je bila obnovljena v zadnjih 100 letih. |
| Biosferni rezervat kotline Uvs Nuur      |                                                            | Tuva 50°41′0″N 94°2′0″E / 50.68333°N 94.03333°E                                | Park: Убсунурская котловина                                                              | 323.198 ha   | 1993 | Krhka gorska kotanja ali depresija, ki je na ozemeljski meji Mongolije in Republike Tuva Ruske federacije med gorami - gorovjem Tannu-Ola in gorovjem Altaj - del kombinacije dvignjenih zemljišč in depresij. Tu se najbolj severna puščava na svetu sreča z najbolj južnim območjem tundre na svetu                                                 |
| Naravni rezervat Zgornji Tazovski        | Upper Taz Zapovednik                                       | Jamalo-Nenško avtonomno okružje 63°30′14″N 84°3′28″E / 63.50389°N 84.05778°E   | Park: Верхне-Тазовский Arhivirano 2016-01-26 na Wayback Machine.                         | 631.308 ha   | 1986 | Ozemlje, ki je na vzhodno-osrednjem robu Zahodnosibirske nižine, je razdeljeno na dva gozdova - Pokolskoe in Taz, ki ščitita levi breg reke Rata. |
| Usuriski naravni rezervat                | Ussurisky Zapovednik                                       | Primorsko okraj 43°40′49″N 132°32′44″E / 43.68028°N 132.54556°E                | Park: Уссурийский                                                                        | 40.432 ha    | 1932 | Je na južnem robu gorovja Przewalski, v zgornjem toku reke Komarovke. Na vzhodu rezervata so povirja desnih pritokov reke Artemivke. |
| Naravni rezervat Višera                  | Vishera Zapovednik                                         | Permski okraj 61°29′0″N 59°13′0″E / 61.48333°N 59.21667°E                      | Park: Вишерский                                                                          | 241.200 ha   | 1991 | Več kot 75 %, ki ga pokrivajo gozdovi, je glavna reka Višera, ki teče skozi naravni rezervat približno 130 km. Skrajna severna točka naravnega rezervata (ki je tudi najsevernejša v Permskem okraju) je razdeljena na porečja reke Kame, Pečore in Oba. Manjši prebivalci tega kraja so ljudstvo Mansi, zaradi česar je zanimiva etnografska regija. |
| Naravni rezervat Visim                   | Old Stone Mountain, in the buffer zone of Visim Zapovednik | Sverdlovska oblast 57°24′25″N 59°33′55″E / 57.40694°N 59.56528°E               | Park: Висимский                                                                          | 33.487 ha    | 1971 | Južna tajga nizki srednji Ural. Večina rezervata je na njegovem zahodnem pobočju v povirju reke Sulёm, desnega pritoka reke Čusovoj, ki je del obsežnega porečja Volga-Kama. |
| Naravni rezervat Vitim                   | Towards east order of Vitim Zapovednik                     | Irkutska oblast 57°12′10″N 116°48′28″E / 57.20278°N 116.80778°E                | Park: Витимский                                                                          | 585.021 ha   | 1982 | Del območja gora in jezer Sajano-Bajkal, severovzhodno od Bajkalskega jezera. Posebno znanstveno in kulturno vredno je jezero Oron. |
| Volško-kamski naravni rezervat           | Volga-Kama Zapovednik                                      | Tatarstan 55°18′10″N 49°17′10″E / 55.30278°N 49.28611°E                        | Park: Волжско-Камский Arhivirano 2016-12-21 na Wayback Machine.                          | 10.091 ha    | 1960 | Volško-kamski naravni rezervat je na sotočju reke Volge, reke Kame in reke Mjoša. Rezervat ima dva odseka, eden na levem bregu Volge, na dejanskem sotočju rek, drugi odsek približno 100 km navzgor po Volgi na zahodnem obrobju mesta Kazan. |
| Voroneški naravni rezervat               | Voronezh Zapovednik                                        | Voroneška oblast 51°44′8″N 39°34′9″E / 51.73556°N 39.56917°E                   | Park: Воронежский                                                                        | 31.053 ha    | 1927 | Eden najstarejših naravnih rezervatov v Rusiji je 40 km severno od središča Voroneža. Prva poskusna drevesnica bobrov na svetu za vzrejo in preučevanje bobra. |
| Naravni rezervat Voronina                | Voronina Zapovednik                                        | Tambovska oblast 51°31′29″N 42°36′52″E / 51.52472°N 42.61444°E                 | Park: Воронинский                                                                        | 10.819 ha    | 1994 | Je v dolini reke Crov (desni pritok reke Hoper), gozdno-stepsko območje. |
| Vranglov otok                            | Wrangel Island Zapovednik                                  | Čukotka 71°14′0″N 179°25′0″E / 71.23333°N 179.41667°E                          | Park: Остров Врангеля                                                                    | 2.225.650 ha | 1976 | Otok v Arktičnem oceanu, med Čukotskim in Vzhodnosibirskim morjem. Vrangelov otok leži ob poldnevniku 180 °. Sestavljen je iz južne obalne ravnine, ki je široka kar 15 km; osrednji pas nizkoreliefnih gora; in severno obmorsko ravnino, ki je široka kar 25 km.                                                                                    |
| Juganski naravni rezervat                | Jerginsky Zapovednik                                       | Marij El 59°32′21″N 74°37′48″E / 59.53917°N 74.63000°E                         | Park: Юганский                                                                           | 648.636 ha   | 1982 | V porečju Velikega Jugana (levi pritok Oba). |
| Naravni rezervat Zeja                    | Zeya Zapovednik                                            | Amurska oblast 53°57′46″N 127°22′21″E / 53.96278°N 127.37250°E                 | Park: [ Зейский]                                                                         | 99.390 ha    | 1963 | Gorsko ozemlje na vzhodnem koncu grebena Tukuringra. Tajga gozd, macesen, mongolski hrast. |
| Naravni rezervat Džiguli                 | Zhiguli Zapovednik                                         | Samarska oblast 53°24′54″N 49°49′17″E / 53.41500°N 49.82139°E                  | Park: Жигулёвский им. И. И. Спрыгина                                                     | 23.157 ha    | 1966 | Je na Samara Bend v regiji Samara, kjer reka Volga niha okoli gorovja Žiguli. |

## Unescova zaščita

### Biosferni rezervati
Od leta 1978 je UNESCO več kot trideset ruskih naravnih rezervatov razglasil za biosferne rezervate.

### Svetovna dediščina
Nekateri naravni rezervati v Rusiji so zaščiteni tudi s strani Unesca kot naravna svetovna dediščina:
- Bajkalsko jezero (vključuje zapovednike Barguzin, Bajkal-Lena, zapovednik Bajkal, tri nacionalne parke in druga zavarovana območja);
- Zahodni Kavkaz (vključuje Kavkaški biosferni rezervat, druga zavarovana območja; v perspektivi tudi dele biosfernega rezervata Teberda in narodnega parka Soči);
- Zavarovano naravno območje v osrednjem delu gorovja Sihote-Alin (vključuje zapovednik Sihote-Alin in druga ozemlja);
- Altaj oziroma Zlate gore Altaja (vključuje zapovednike Altaj in Katun ter druga zavarovana območja);
- Vulkani Kamčatke (vključuje Kronotski zapovednik in štiri regionalne naravne parke);
- Kurska kosa (vključuje narodni park Kurska kosa);
- Komski pragozd (vključuje Naravni rezervat Pečora-Ilič biosferni rezervat in Narodni park Jugid va);
- Kotlina Uvs Nuur (vključuje naravni rezervat Uvs Nuur);
- Vranglov otok (vključuje narodni rezervat Vranglov otok).

Običajno naravni rezervat zavzema le del veliko večjega območja svetovne dediščine.